# Religião pré-histórica
A religião pré-histórica é um termo geral para as crenças e práticas religiosas da pré-história. Mais especificamente, abrange as práticas religiosas do período Paleolítico, Mesolítico, Neolítico e Idade do Bronze.

## Paleolítico
Enterro
O enterro dos mortos, particularmente com espólio pode ser uma das primeiras formas  de prática religiosa, pois, como Philip Lieberman sugere, ele pode significar uma "preocupação com os mortos, que transcende a vida diária."
Os primeiros Homo sapiens enterrados remontam cerca de 60.000 anos atrás.
Adoração animal
Um número de arqueólogos propõem que as sociedades do Paleolítico Médio, tais como sociedades neandertais pode ter praticado a mais antiga forma de totemismo ou a adoração de animais.

## Neolítico
Não há fontes textuais existentes a partir do período Neolítico, as fontes disponíveis datam da Idade do Bronze e, portanto, todas as declarações sobre qualquer sistema de crenças das sociedades neolíticas pode ter possuído são vislumbradas a partir da arqueologia.
Diversos autores apresentam uma pré-história "centrada na figura feminina" e na adoração à Deusa mãe ao longo de toda a  pré-história. Os achados arqueológicos das estatutetas de Vênus e de arte rupestre são provas dessa religiosidade.
Ela descreve uma "Velha Europa" matriarcal com um conjunto de sociedades dominadas pela adoração à uma deusa, em especial, postulando uma deusa de aves e uma deusa urso.